# Sandomierzbækkenet
Sandomierzbækkenet (polsk Kotlina Sandomierska) er et lavland i det sydøstlige Polen, i områder i tre polske provinser – voivodskabet Lillepolen (nordøstlige hjørne), voivodskabet Nedrekarpater (det sydvestlige hjørne) og voivodskabet Lublin (nordvestlige hjørne). Den østligste del af det er også i Lviv oblast i Ukraine.
Navnet kommer fra  den historiske by Sandomierz og bækkenet har en trekantet form med en størrelse på omkring 15.000 km². Det bliver afvandet af floden Wisła og dens østlige biflod San. Blandt byer i  Sandomierzbækkenet er  Dębica, Jarosław, Mielec, Przemyśl, Przeworsk, Rzeszów, Stalowa Wola, Sandomierz, Tarnobrzeg og Tarnów. Området er tæt befolket bortset fra Niepolomiceskoven og Sandomierzskoven.
- Rzeszówforbjergene
- Wisła i Sandomierz
- Niepolomiceskoven

 Der er for få eller ingen kildehenvisninger i denne artikel, hvilket er et problem. Du kan hjælpe ved at angive troværdige kilder til de påstande, som fremføres i artiklen.